# Терелл Ондан
Терелл Ондан (англ. Terell Ondaan, нар. 9 вересня 1993, Амстердам) — гаянський та нідерландський футболіст, нападник клубу «Гренобль» та національної збірної Гаяни. Виступав, зокрема, за клуб «Віллем II».

## Клубна кар'єра

### Ранні роки
Народився 9 вересня 1993 року в місті Амстердам. Вихованець юнацьких академій клубів «Гарлем» та «Аякс». У 2011 році залишив «Аякс» та перебрався до молодіжної команди АЗ. Проте за дорослу команду клубу не зіграв жодного поєдинку.

### «Телстар»
Влітку 2013 року АЗ вирішив не продовжувати угоди з Тереллом, тому гравець перебрався до «Телстара», з яким підписав аматорський контракт. У дорослому футболі дебютував 5 серпня 2013 року в програному (0:2) поєдинку проти «Йонг Аякс». У наступних двох матчах відзначився 4-а голами, а Ян ван Гальст назвав Ондала назвав найталановитішим гравцем Еерстедивізі. Проте в команді перебував лише протягом двох місяців.

### «Віллем II»
Своєю грою за цю команду привернув увагу представників тренерського штабу клубу «Віллем II», до складу якого приєднався 20 серпня 2013 року. У команді повинен був замінити проданого до «Лудогорця» Верджила Місіджана. Оскільки Ондан мав з «Телстаром» аматорський контракт, клуб зміг підписати футболіста безкоштовно. Дебютував у новому клубі 23 серпня 2013 року в переможному (3:0) поєдинку проти «Спарти» (Роттердам). У сезоні 2013/14 років зіграв 34 матчі в чемпіонаті та допоміг «Віллем II» вийти до Ередивізі. Відіграв за команду з Тілбурга наступні три сезони своєї ігрової кар'єри, при чому в останньому з них отримав важку травму, через яку майже не грав. Більшість часу, проведеного у складі «Віллема II», був основним гравцем атакувальної ланки команди. У червні 2016 року, по завершенні терміну дії контракту, залишив команду.

### «Ексельсіор»
По завершенні сезону 2015/16 років «Віллем II» вирішив не продовжувати контракт з Онданом, тому в липні 2016 року він вільним агентом перебрався до «Ексельсіору», з яким підписав контракт до середини 2019 року. Влітку 2017 року Ондан підписав контракт з турецьким «ББ Ерзурумспор», проте вже через три тижні угоду було розірвано.

### «Зволле»
Після відходу з турецького клубу підписав річний контракт (з можливістю продовження ще на 2 роки) зі «Зволле». 31 серпня 2018 року сторони домовилися про розірвання угоди.

### Повернення в «Телстар»
11 жовтня 2018 року повернувся до «Телстара» з Еерстедивізі, підписавши договір договір до 2020 року.

### «Гренобль»
До складу клубу «Гренобль» приєднався 2019 року. Станом на 16 лютого 2020 року відіграв за команду з Гренобля 21 матч в національному чемпіонаті.

## Виступи за збірні
Виступав за юнацькі збірні Нідерландів. Представляв нідерландську молодіжку в кваліфікації чемпіонату Європи 2015 року, де у вересні 2014 року вийшов на поле у поєдинку проти Грузії.
Натомість 2019 року отримав виклик від національної збірної Гаяни, за яку і дебютував 6 червня 2019 року у товариській грі проти Бермудських островів (0:1). Пізніше того ж місяця поїхав і на Золотий кубок КОНКАКАФ 2019, де зіграв у одному матчі проти Панами (2:4), але його команда не вийшла з групи. Цікаво, що Ондан став одним із 17 іноземців, викликаних на Золотий Кубок — окрім нього, тренер  Майкл Джонсон викликав на турнір 12 англійців, трьох канадців та одного американця.

## Статистика виступів

### Клубна
| Сезон                  | Клуб              | Змагання          | Змагання | Змагання | Кубок | Кубок | Міжнародні | Міжнародні | Інші  | Інші | Загалом | Загалом |
| Сезон                  | Клуб              | Змагання          | Матчі    | Голи     | Матчі | Голи  | Матчі      | Голи       | Матчі | Голи | Матчі   | Голи    |
| ---------------------- | ----------------- | ----------------- | -------- | -------- | ----- | ----- | ---------- | ---------- | ----- | ---- | ------- | ------- |
| 2012/13                | АЗ                | Ередивізі         | 0        | 0        | 0     | 0     | 0          | 0          | 0     | 0    | 0       | 0       |
| 2013/14                | «Телстар»         | Еерстедивізі      | 3        | 4        | 0     | 0     | 0          | 0          | 0     | 0    | 3       | 4       |
| 2013/14                | «Віллем II»       | Еерстедивізі      | 34       | 6        | 1     | 0     | 0          | 0          | 0     | 0    | 35      | 6       |
| 2014/15                | «Віллем II»       | Ередивізі         | 33       | 2        | 0     | 0     | 0          | 0          | 0     | 0    | 33      | 2       |
| 2015/16                | «Віллем II»       | Ередивізі         | 11       | 1        | 0     | 0     | 0          | 0          | 1     | 0    | 12      | 1       |
| 2016/17                | «Ексельсіор»      | Ередивізі         | 25       | 0        | 1     | 0     | 0          | 0          | 0     | 0    | 26      | 0       |
| 2017/18                | ББ Ерзурумспор    | Перша ліга        | 0        | 0        | 0     | 0     | 0          | 0          | 0     | 0    | 0       | 0       |
| 2017/18                | «Зволле»          | Ередивізі         | 28       | 1        | 4     | 1     | 0          | 0          | 0     | 0    | 32      | 2       |
| 2018/19                | «Зволле»          | Ередивізі         | 1        | 0        | 0     | 0     | 0          | 0          | 0     | 0    | 1       | 0       |
| 2018/19                | «Телстар»         | Еерстедивізі      | 30       | 13       | 0     | 0     | 0          | 0          | 0     | 0    | 30      | 13      |
| Усього за кар'єру      | Усього за кар'єру | Усього за кар'єру | 165      | 27       | 6     | 1     | 0          | 0          | 1     | 0    | 172     | 28      |
| Станом на 2 липня 2019 |                   |                   |          |          |       |       |            |            |       |      |         |         |

## Досягнення
«Віллем II»
- Еерстедивізі
  -  Чемпіон (1): 2013/14